# Campos de Hernán Pelea
Les Campos de Hernán Pelea, ou Campos de Hernán Perea, aussi appelés localement Campos de Rampelea, sont un haut plateau karstique d'une altitude moyenne comprise entre 1 600 et 1 700 m, d'une superficie de plus de 15 000 hectares, ce qui en fait le haut plateau le plus étendu d'Espagne. Il est situé sur le territoire communal de Santiago-Pontones, dans la province de Jaén (Andalousie, Espagne). Il se trouve dans la sierra de Segura, dans le parc naturel des sierras de Cazorla, Segura et las Villas,.

## Toponymie
Le toponyme « Campos de Hernán Pelea » provient d'un ancien conflit qui, selon la tradition orale, a eu lieu dans ces parages (pelea en espagnol signifie « bagarre »). Plusieurs découvertes archéologiques (casques, flèches et épées trouvés sur le plateau) suggèrent la possible existence d'une bataille dans la zone, ce qui expliquerait l'origine du nom. Le nom de « Hernán Pelea » est apparu enregistré dans toutes les sources historiques : il en est fait état dans une lettre de privilège de 1591, dans des documents liés à une vente en 1738, dans des actes de vente de 1780 et 1784, et dans les premières cartes du territoire,   1860 et 1861, ainsi que dans des « Croquis forestiers » de l'Université de Jaén, de 1860.
Ces dernières années, une controverse a vu le jour sur le remplacement du toponyme « Campos de Hernán Pelea » par « Campos de Hernán Perea » sur des cartes et des documents officiels. Or, il n'existe pas d'évidences historiques qui légitiment ce changement, ce qui a engendré une résistance parmi les habitants de la région de Segura, qui défendent que le toponyme original est celui de «Hernán Pelea» ou «Rampelea», comme ils l'ont appelé pendant des siècles.

## Géologie
Le paysage du plateau est un modelé karstique, miné par des accidents géologiques propres au relief karstique, tels que les dolines, poljés, lapiaz et ouvalas.
Il constitue la plate-forme calcaire la plus étendue de la péninsule Ibérique (144 km2), à une altitude moyenne de 1 697 m. La forme de cuvette, les nombreux champs de dolines et leur isolement par des barrières calcaires qui le ferment à 2 100 m d'altitude caractérisent cet espace qui présente d'intenses variations thermiques et de fortes gelées.

## Climat
L'altitude élevée du haut plateau, ainsi que les facteurs géologiques et de végétation (absence de couverture végétale) lui confèrent un microclimat propre, qui constitue un îlot thermique dans la zone. L'Université de Murcie y a déjà mesuré des températures descendant jusqu'à −20 °C en hiver.
Les valeurs minimales de température inférieures à −15 °C pendant la période hivernale, combinées à la grande disponibilité d'eau, déclenchent de forts processus de cryoclastie. Tout cela détermine une zone de type oceánico-méditerranéen d'été doux (classification de Köppen). Plus précisément, des études récentes définissent cette zone comme un climat de haute montagne méditerranéen froid sub-humide. Il constitue, par conséquent, un véritable îlot climatique de températures spécialement basses, avec une pluviométrie de 1 150 mm dans les zones les plus élevées.

## Flore et faune

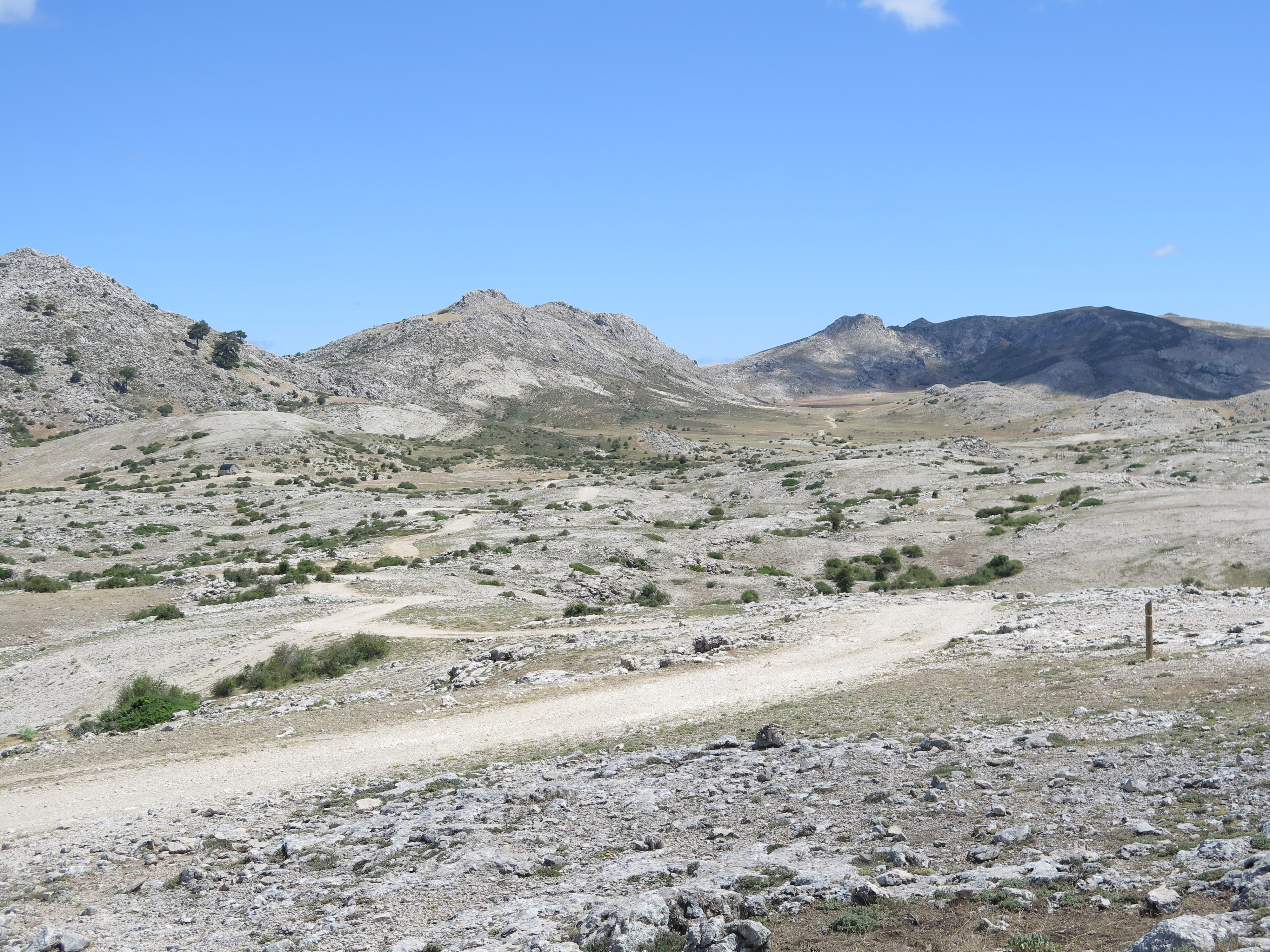
Paysage typique des Campos de Hernán Pelea, avec le sentier balisé GR247, dont ce tronçon correspond à l'étape 16.

La végétation prédominant dans cette zone consiste essentiellement en pelouses dans les fonds des dolines ; fourrés en forme de coussin, tels que les genêts purgatifs et le genévrier sabine sur les bords des dolines ou dans les zones plus escarpées, et pin noir d'origine naturelle. Sur certains rochers apparaît la violette de Cazorla, de grande beauté.
En ce qui concerne la faune, elle se caractérise par la présence d'un grand nombre d'oiseaux, tels l'alouette commune, le pipit rousseline, le pinson des arbres, le bec-croisé, la grive draine, le monticole merle-de-roche, le merle à plastron, plusieurs espèces de fauvettes, ainsi que l'épervier, le vautour fauve ou le gypaète, et des mammifères comme les chevaux sauvages,.